# Turkse strijdkrachten

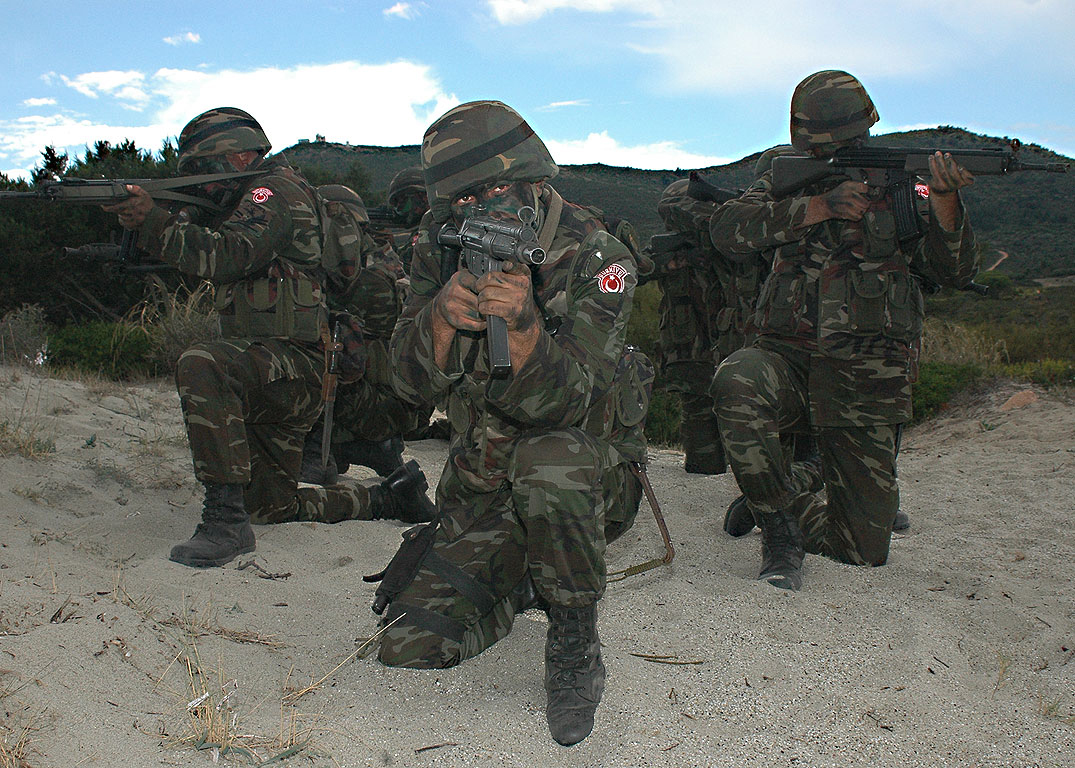
Turkse troepen tijdens de NAVO-oefening Destined Glory 2005 (Loyal Midas) op Sardinië, Italië, 7 oktober 7 2005

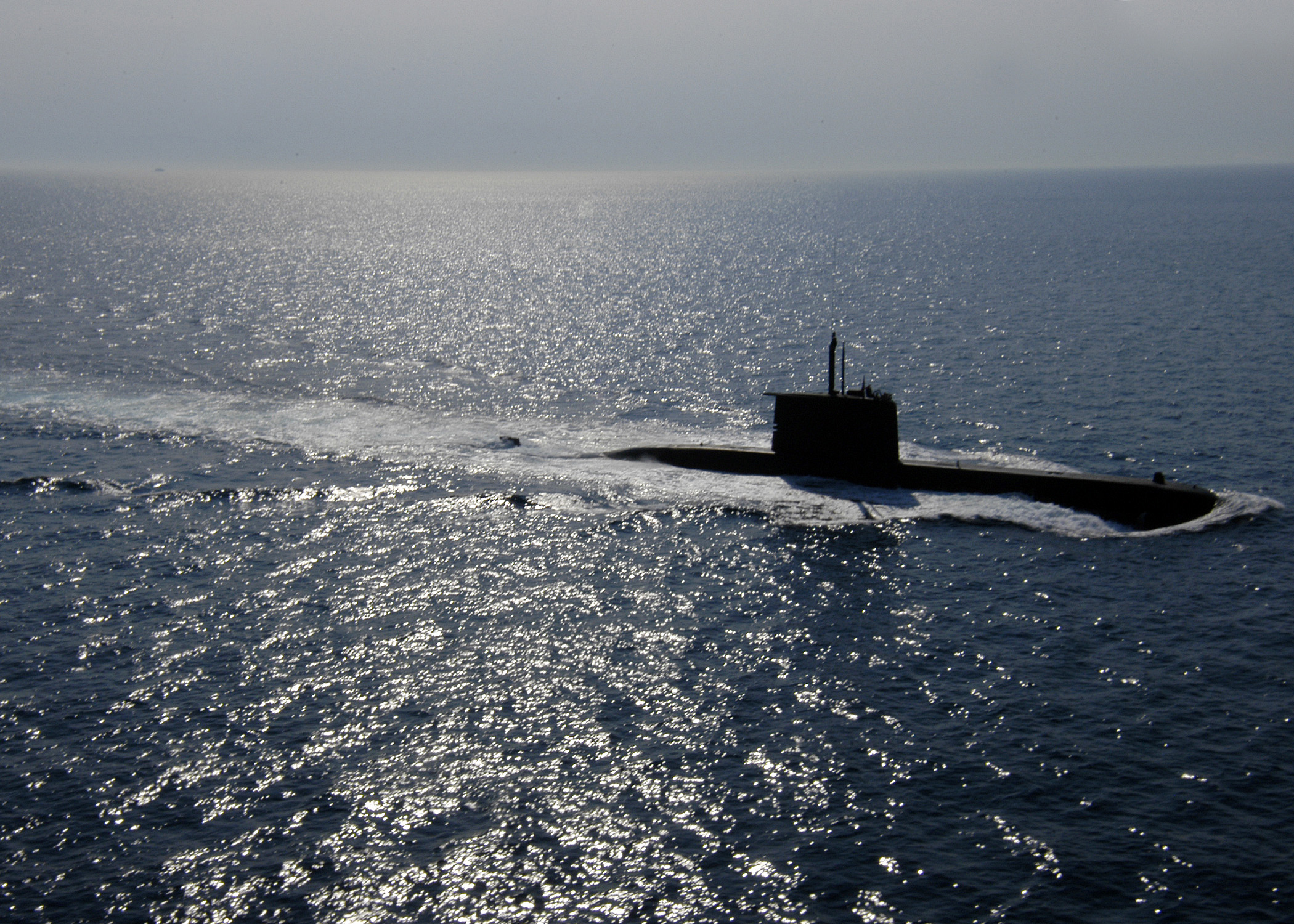
S-353 TCG Preveze, een onderzeeboot van de Turkse marine, tijdens de NAVO-oefening Sorbet Royal 2005 in de Golf van Tarente, 24 juni 2005

Een Turkse F-16C vliegt een combat air patrol-missie om de superioriteit in de lucht te handhaven en de geallieerde en burgerlijke vliegtuigen te beschermen tijdens NAVO's operatie Allied Force in 1999

De Turkse strijdkrachten (Turks: Türk Silahlı Kuvvetleri, TSK) vormen de militaire organisatie van de Republiek Turkije. De krijgsmacht bestaat uit vijf onderdelen:
- de Turkse landmacht (Türk Kara Kuvvetleri)
- de Turkse luchtmacht (Türk Hava Kuvvetleri)
- de Turkse marine (Türk Deniz Kuvvetleri)
- de Turkse gendarmerie (Jandarma Genel Komutanlığı)
- de Turkse kustwacht (Sahil Güvenlik Komutanlığı)

In vredestijd vallen de gendarmerie en de kustwacht onder het Ministerie van Binnenlandse Zaken. In oorlogstijd worden ze onder het bevel van de landmacht respectievelijk de marine geplaatst.

## Geschiedenis

### Onafhankelijkheidsoorlog
Het moderne Turkse leger heeft zijn basis in de restanten van Ottomaanse divisies (korps I, III, XII, XIII, XIV, XV, XVII, XX en XXV) na de Wapenstilstand van Mudros aan het einde van de Eerste Wereldoorlog. Naar aanleiding van de voor de Ottomanen bijzonder ongunstige voorwaarden die gesteld werden bij de Vrede van Sèvres kwam de bevolking van Anatolië, aangevoerd door Mustafa Kemal Atatürk en zijn mannen, in opstand. Op 8 november 1920 besloot de Grote Nationale Vergadering om een vast leger (Düzenli Ordu) op te richten in plaats van ongeregelde troepen (Kuva-yi Milliye, Kuva-yi Seyyare, enzovoorts). Het leger van Atatürk won in 1922 de Turkse Onafhankelijkheidsoorlog. Sinds de oprichting van de Republiek Turkije heeft het Turkse leger drie gereorganiseerde inspectiediensten (Ordu müfettişliği), de 1e, 2e en 3e legerinspectie.

### Tweede Wereldoorlog
Tijdens de Tweede Wereldoorlog werd het Turkse leger gemobiliseerd met meer dan 2 miljoen manschappen. Het commando van het Turkse leger (Kara Kuvvetleri Komtanlığı) werd opgericht op 1 juli 1949 en Nuri Yamut werd aangesteld als de eerste commandant van de Turkse strijdkrachten.

### De Koreaanse Oorlog
Turkije nam als lidstaat van de Verenigde Naties deel aan de Koreaanse Oorlog en stuurde een troepenmacht van 5090 man, de Turkse Brigade, naar Zuid-Korea. De Brigade verloor meer dan 900 militairen in de strijd. Daarop werd Turkije op 18 februari 1952 lid van de NAVO. De Koreaanse regering schonk een herdenkingsstandbeeld voor de Turkse soldaten die in Korea zijn gestorven.

### Cyprus
Het Turkse leger onderhoudt een grote macht in Noord-Cyprus. De Republiek Cyprus en de internationale gemeenschap beschouwen het als een illegale bezettingsmacht, en haar aanwezigheid is veroordeeld in verschillende resoluties van de Veiligheidsraad van de Verenigde Naties.
Op 20 juli 1974 lanceerden de Turkse strijdkrachten een amfibische en luchtlandingsoperatie, Operatie Atilla, in Cyprus. Dat was een antwoord op de Cypriotische staatsgreep uitgevoerd door de EOKA-B en de Cypriotische Nationale Garde tegen president Makarios III, met de bedoeling van een aansluiting van Cyprus bij Griekenland. De Griekse militaire interventie lokte een reactie van het Turkse leger uit, die het noordelijke deel van het eiland onder zijn controle nam. Turkije stelde daar een regionaal bestuur voor de Turks-Cyprioten in. De Turkse interventie kwam na decennialang intercommunaal geweld (1963–1974) tussen de Griekse en Turkse bewoners van het eiland, die voortkwam uit de crisis van 1963. Turkije beriep zich op zijn rol als waarborger volgens het Waarborgsverdrag (1960) om zijn militaire interventie te rechtvaardigen.
De Turkse troepen landden in twee golven op Cyprus en stelden 37% van het eiland in het noordoosten veilig voor de Turkse Cyprioten, die voor de interventie verspreid in kleine enclaves over het hele eiland leefden.
Het conflict blijft de relatie van Turkije met de Europese Unie overschaduwen. In 2004 stelde Kofi Annan, secretaris-generaal van de Verenigde Naties, een plan op voor het conflict. In een referendum werd het voorstel van Annan echter met 76% tegen-stemmen van de Grieks-Cyprioten verworpen, terwijl 65% van de Turks-Cyprioten het VN-voorstel hadden aanvaard.

### PKK
De Turkse strijdkrachten vechten sinds 1978 tegen de terroristische  PKK in het zuidoosten van Turkije en het noorden van Irak.

### NAVO
Onder NAVO heeft Turkije deelgenomen aan enkele missies.

###### Joegoslavische Burgeroorlog
Turkije heeft troepen geleverd voor vredesmissies onder leiding van NAVO in Bosnië en Herzegovina en Kosovo.

###### Afghanistan
In Afghanistan maakte het Turkse leger deel uit van de International Security Assistance Force.

### Syrië
Het Turkse leger is meerdere malen het noorden van Syrië binnengevallen vanwege de Syrische Burgeroorlog en zijn grenzen veilig te houden van terroristische organisaties de ISIS, PKK en YPG. De gebieden die Turkije is binnengevallen staan nu onder gezamenlijke controle met het Vrij Syrisch Leger.

## Landmacht
De Turkse landmacht bezet nog steeds de belangrijkste plaats binnen de krijgsmacht. Met 773.000 actieve militairen heeft Turkije een van de grootste permanente legers in de wereld en het op een na grootste leger van de NAVO. Samen met de twee andere gewapende diensten heeft het vaak ingegrepen in de Turkse politiek. Het is gebruikelijk dat de chef van de Turkse generale staf voorafgaand aan zijn benoeming langere tijd officier bij de Turkse strijdkrachten is geweest. De huidige chef-staf van de Turkse strijdkrachten is generaal Necdet Özel. Een doelstelling van het Turkse leger is nieuwe soorten militaire uitrusting op eigen bodem te produceren om zo in toenemende mate zelfvoorzienend te worden in militaire technologie.

## Luchtmacht
De Turkse luchtmacht nam deel aan de NAVO-operaties in ex-Joegoslavië tijdens de operatie Deliberate Force van 1995 en in 1999 aan de operatie Allied Force. Het participeerde later in de VN-vredesmissies in Bosnië en Herzegovina. Turkije zette toen twee eskadrons in (één fighter wing in Ghedi en na 2000 ook een in Aviano). In 2006 werden vier Turkse F-16-gevechtsvliegtuigen gebruikt voor de NAVO-operatie Baltic Air Policing.

## Marine
De Turkse marine heeft eenheden bestaande uit mariniers en speciale operatiekrachten. De Amfibische Mariniers Brigade (Amfibi Deniz Piyade Tugayı) is gelegerd in Foça bij İzmir, bestaat uit 4.500 man, drie amfibische bataljons, een MBT-tankbataljon, een artilleriebataljon, een ondersteuningsbataljon en andere eenheden. De Sualtı Taarruz (SAT - onderwateraanval) is toegespitst op missies zoals het inwinnen van militaire inlichtingen, amfibische aanvallen, contra-terrorisme en VIP-bescherming, terwijl de Sualtı Savunma (SAS - onderwaterverdediging) zich richt op kustbeveiligingsoperaties (zoals mijnruiming), het saboteren van vijandelijkse schepen en bewapende onderwateroperaties.

## Afbeeldingen

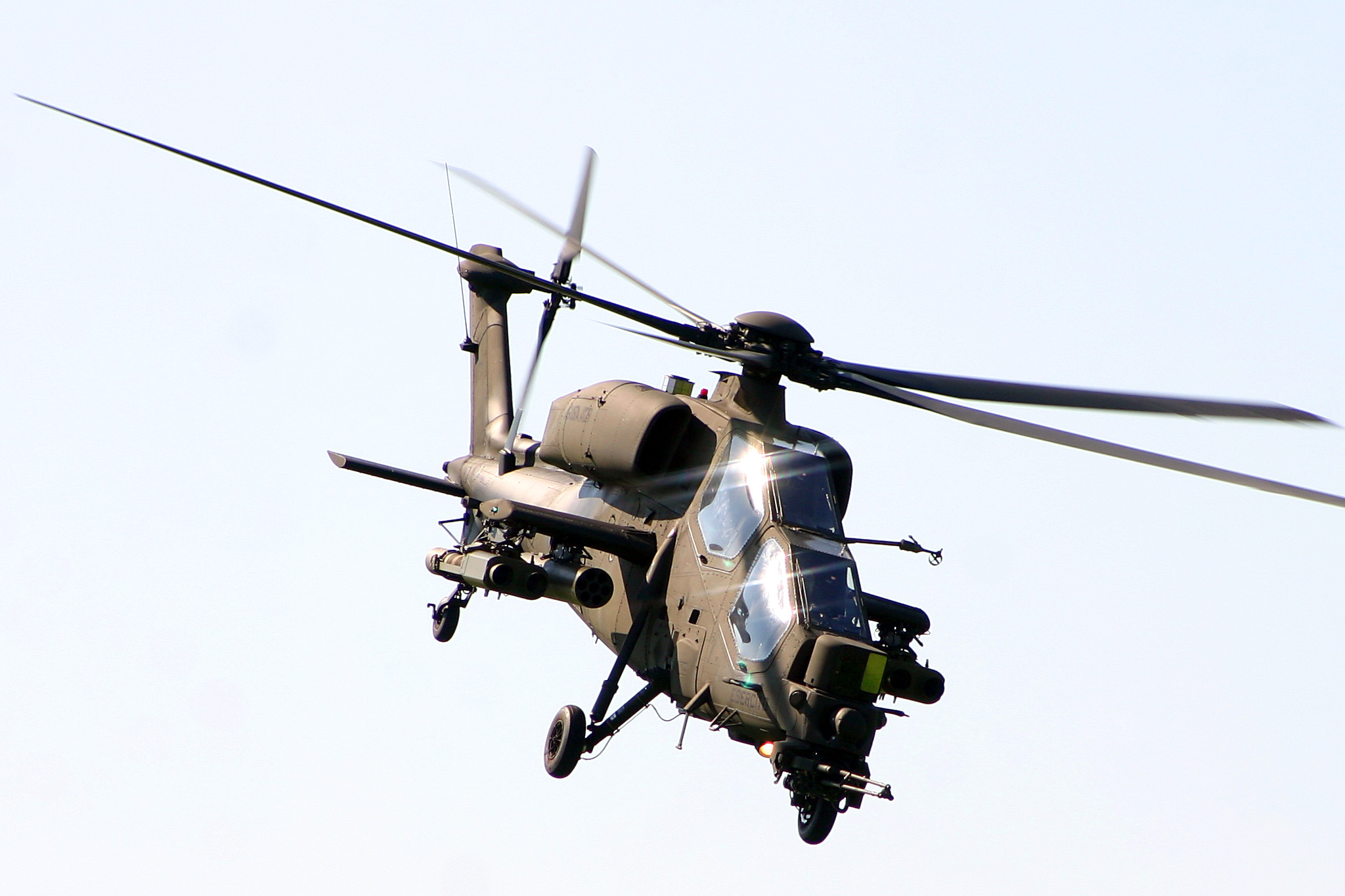
Door Turkije zelf geproduceerde T-129 gevechtshelikopter
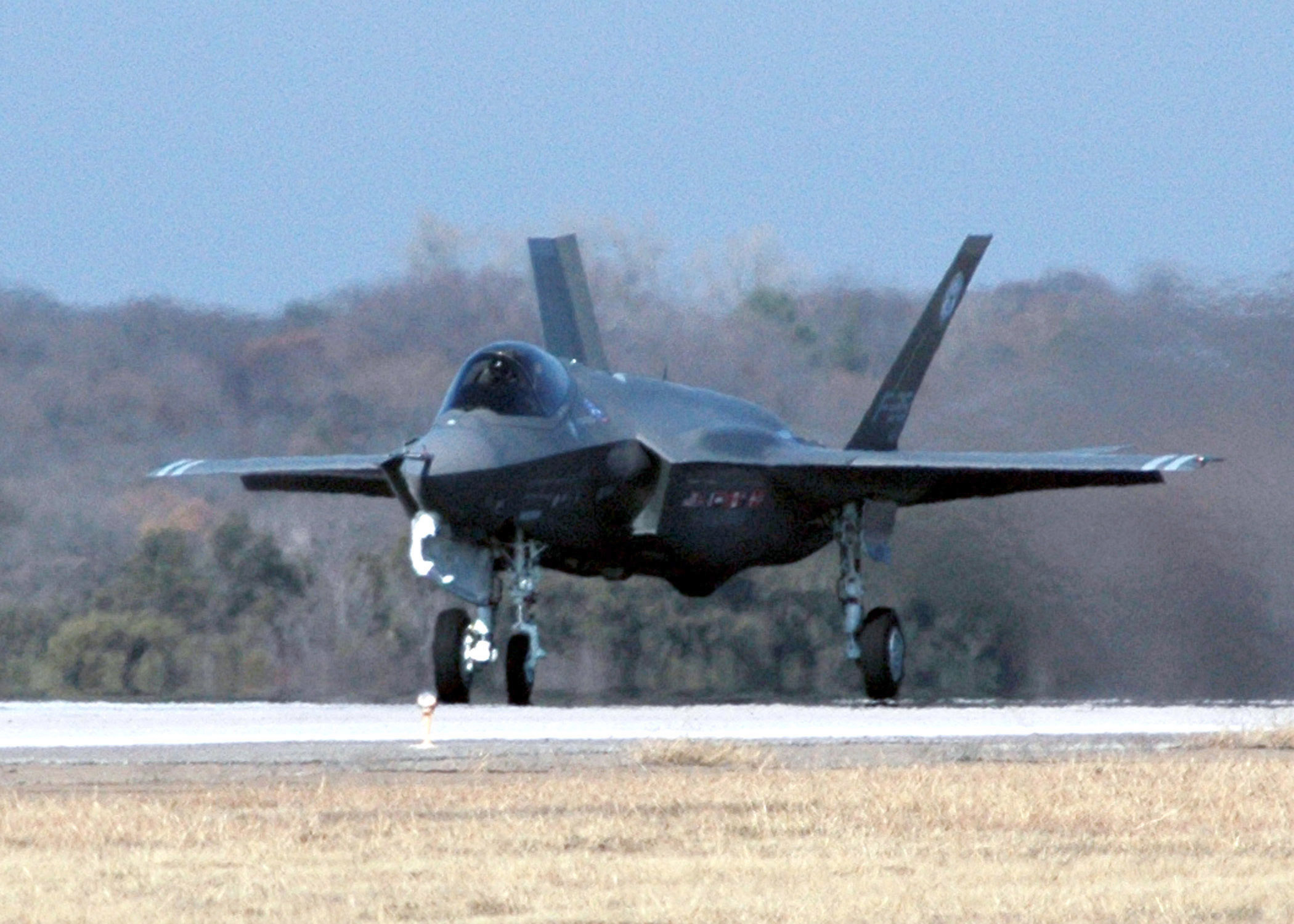
F-35 Lightning
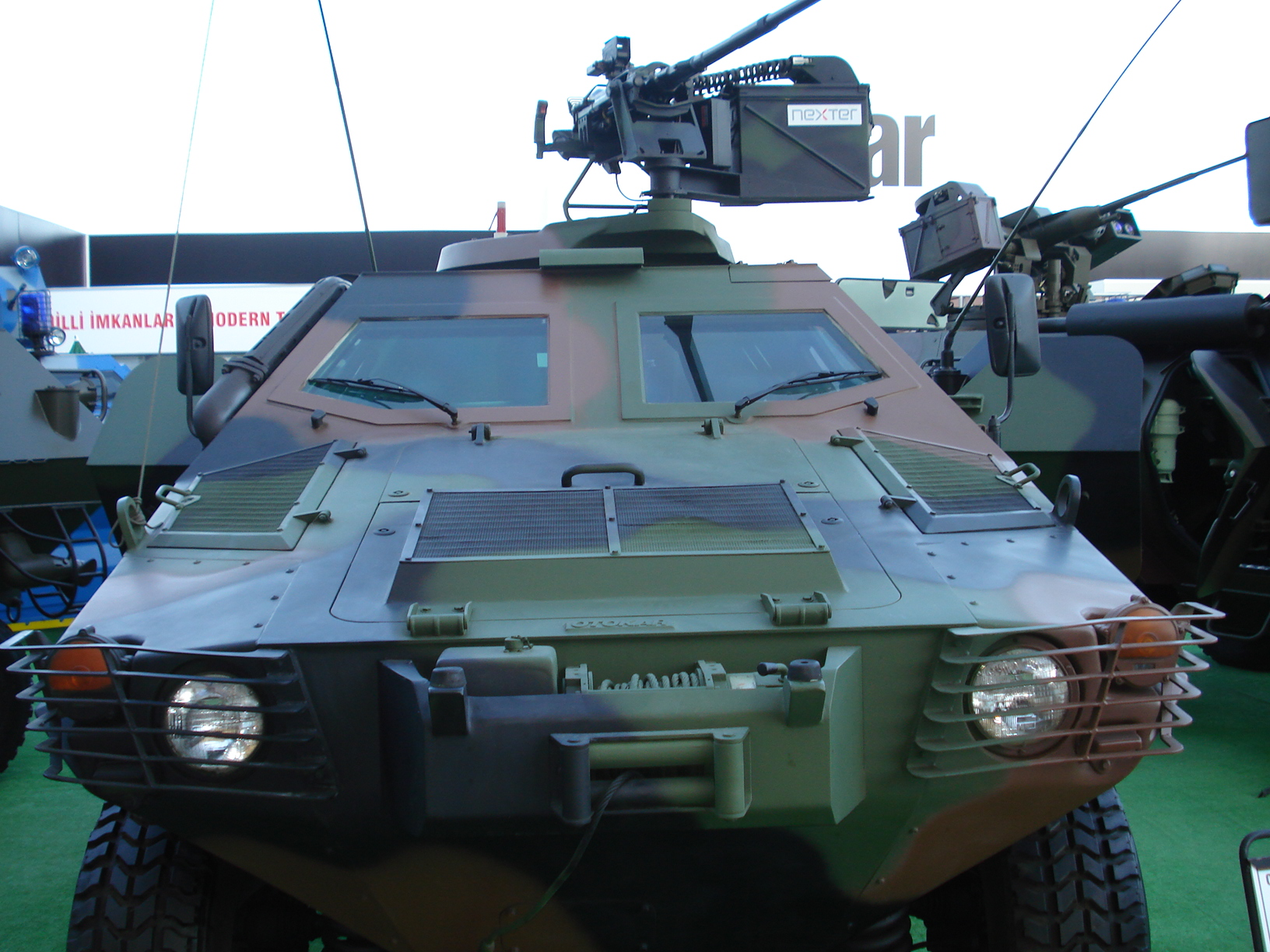
De Otokar Cobra, een door Turkije zelf ontworpen gepantserd voertuig
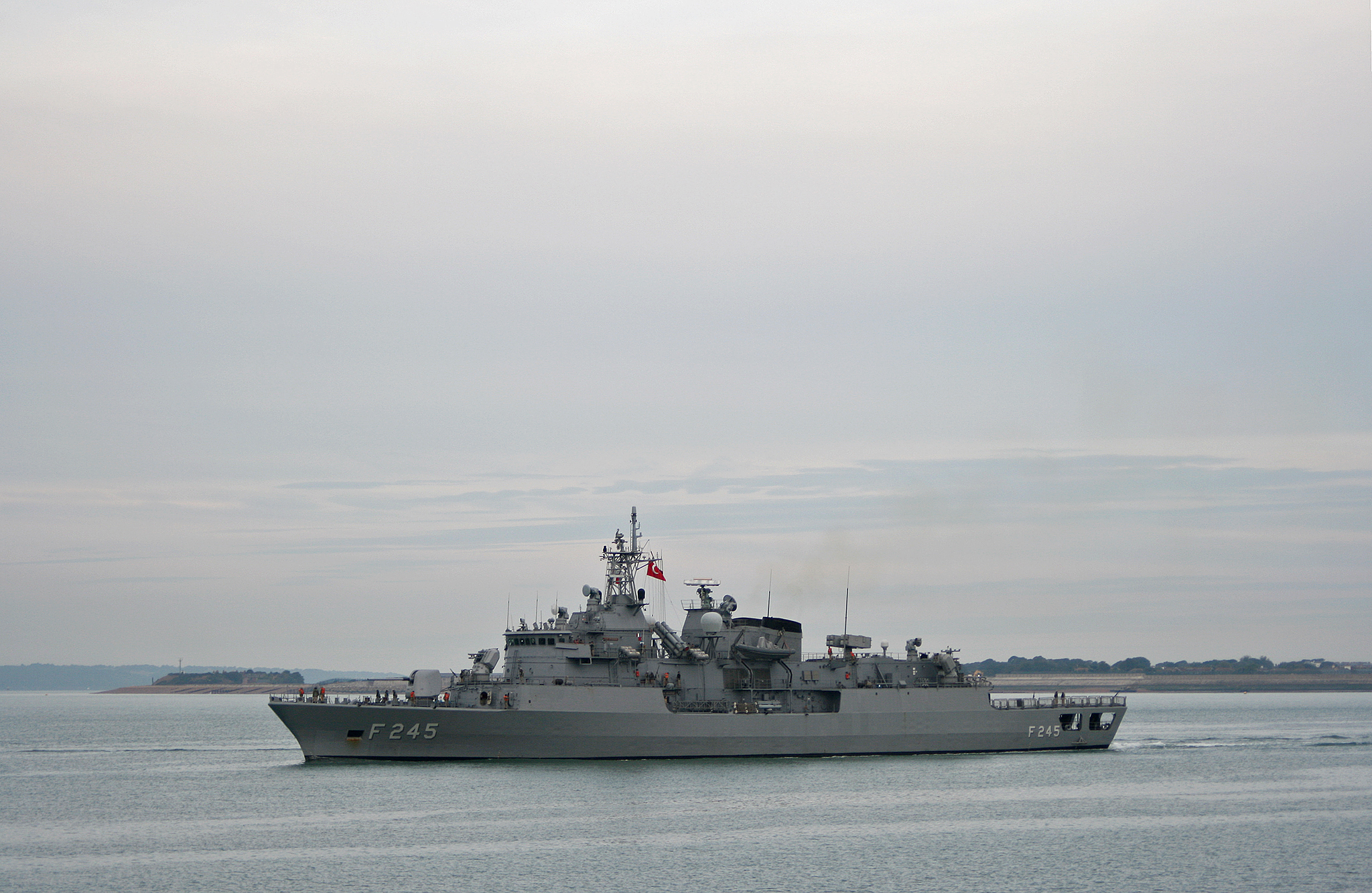
F-245 TCG Oruç Reis, een Barbaros klasse (MEKO 200 TN Track II-A) frigate, vertrekt uit Portsmouth marinebasis in Engeland, 2009.
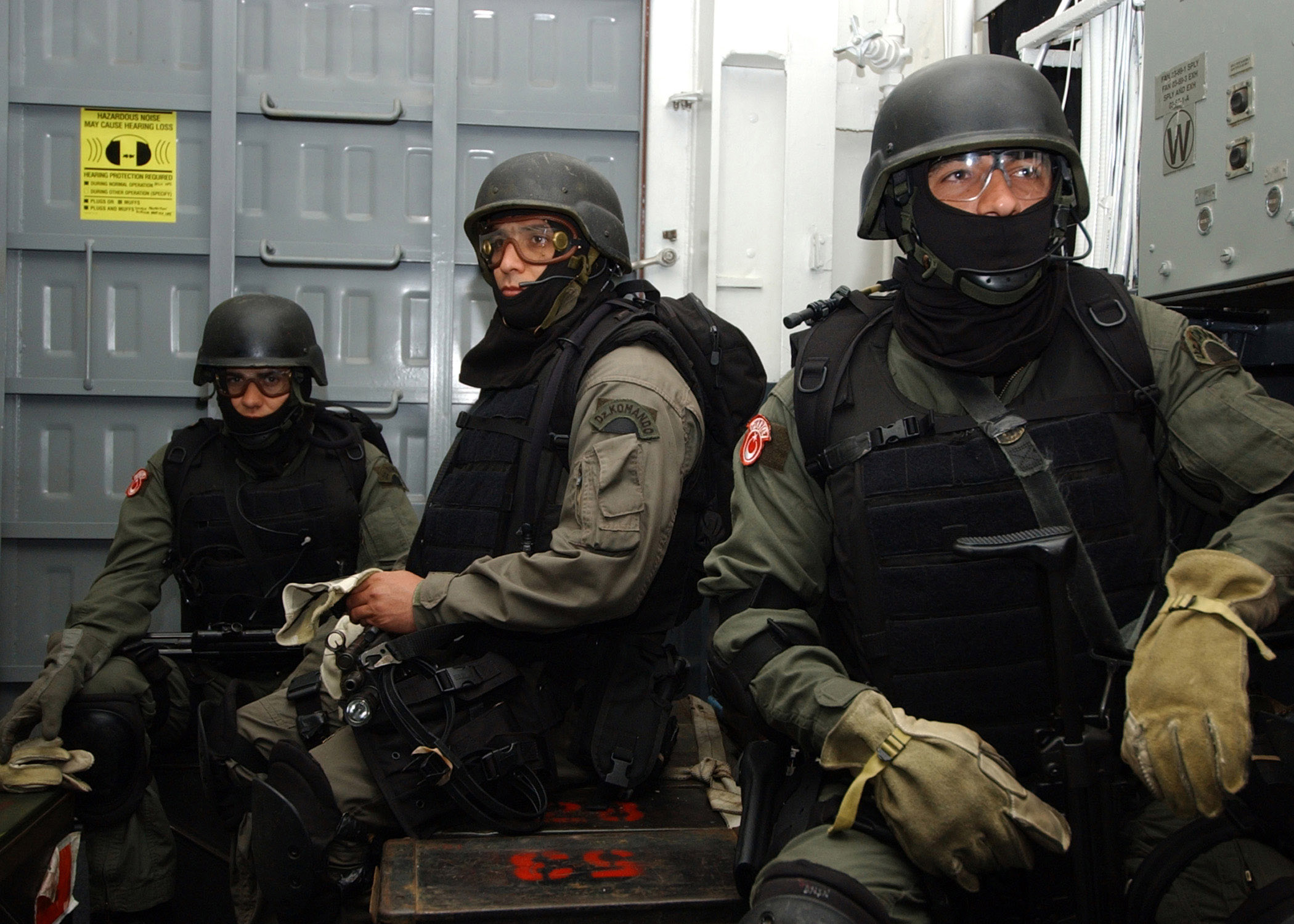
Turkse SAT-commando's aan boord van USS Nassau (LHA 4), klaar voor een interventie op de Atlantische Oceaan (2007).